# Porvenir (Chili)
Porvenir is een gemeente in de Chileense provincie Tierra del Fuego in de regio Magallanes y la Antártica Chilena. De stad ligt aan de straat Magellaan rechtover Punta Arenas. Porvenir telde 6.801 inwoners in 2017 en is daarmee de grootste plaats op het Chileense deel van het eiland Vuurland.

## Cultuur

### Bezienswaardigheid
- Museo Municipal Fernando Cordero Rusque, gemeentelijk museum